# Arroyo del Medio (Arroyo Juan Fernández)
El arroyo del Medio es un curso de agua uruguayo que recorre el departamento de Artigas. Nace en la cuchilla Yacaré Cururú y desemboca en el arroyo Juan Fernández. Pertenece a la Cuenca del Plata.